# Миолания
Миолания (лат. Meiolania; от meio + lania — модификация др.-греч. ἠλαίνω — «я брожу») — вымерший род семейства меиоланииды, существовавший с олигоцена по голоцен (последняя реликтовая популяция в Новой Каледонии истреблена людьми 2000 лет назад), в Австралии вымерли около 50 000 лет назад. Принадлежали к австралийской мегафауне. Эти животные достигали 5 м в длину с головой и хвостом, при длине панциря 2,5 м. Обитали в Австралии и Новой Каледонии, других крупных островах Океании, питались растениями.
Череп миолании имел множество узловатых и роговидных выступов. Два рога находились по бокам, из-за чего общая ширина черепа достигала 60 см. Хвост был защищён бронированными «кольцами» и снабжён на конце шипами. В целом эта рептилия напоминала своеобразный «аналог» мезозойских анкилозавров.
Когда в 1879 году в Квинсленде был найден и изучен первый фрагмент (позвонок), первоначально думали, что это животное — ящерица, а именно — большой варан, меньшего размера, чем мегалания (Megalania prisca), и соответственно назвали новооткрытое ископаемое «миолания». Позднее, когда было обнаружено больше остатков, стало понятно, что «маленький бродяга» был не ящерицей, а меиоланиидой.
Иногда используют названия «Miolania» и «Ceratochelys».
Вымерли, вероятно, из-за охоты людей, так как их вымирание по времени совпадало с заселением Австралии и островов Океании древними людьми, для которых наземные Meiolania были лёгкой добычей.

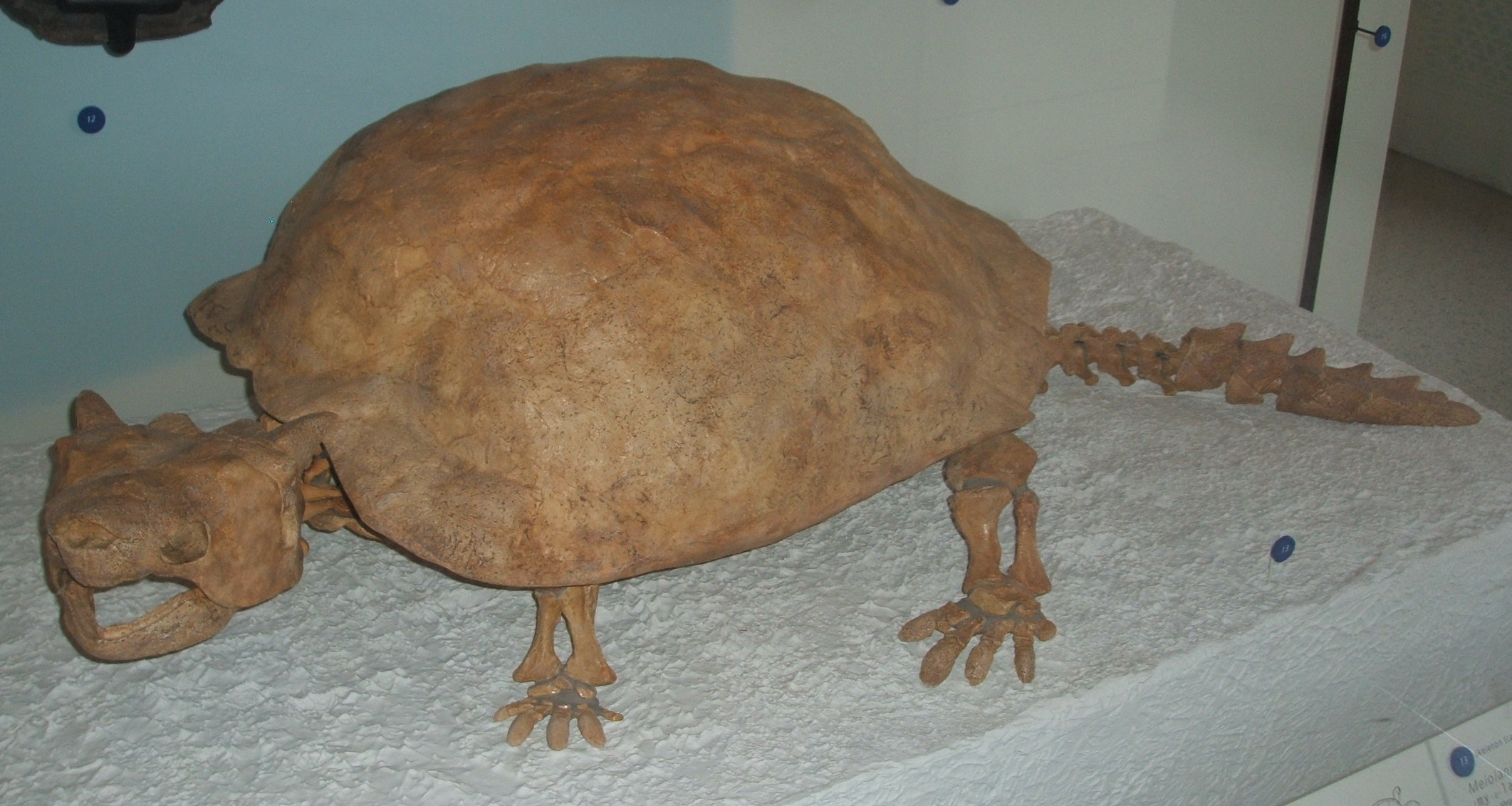
Скелет миолании, вид сбоку